# Bālāpur (ort i Indien, Telangana)
Bālāpur är en ort i Indien.   Den ligger i distriktet Rangareddi och delstaten Telangana, i den centrala delen av landet, 1 300 km söder om huvudstaden New Delhi. Bālāpur ligger 543 meter över havet och antalet invånare är 8 280.
Terrängen runt Bālāpur är platt. Runt Bālāpur är det tätbefolkat, med 383 invånare per kvadratkilometer. Närmaste större samhälle är Hyderabad, 9,4 km nordväst om Bālāpur. Omgivningarna runt Bālāpur är en mosaik av jordbruksmark och naturlig växtlighet.